# 1995년 대한민국 국회부의장 보궐선거
제14대 국회 후반기 부의장 보궐선거는 이춘구 국회부의장의 사퇴로 공석이 된 국회부의장을 선출하기 위해 1995년 2월 20일 실시되었다.
선거 결과 4선의 이한동 민주자유당 의원이 국회부의장에 선출되었다.

## 선거 제도
국회의 의장 및 부의장은 국회의원들의 무기명 투표로 선출하되 만약 1차 투표 결과 재적 의원의 과반을 득표한 자가 없으면 2차 투표를 실시하고, 2차 투표에서도 과반 득표자가 나오지 않을 시 최고득표자와 차점자에 대하여 3차 결선 투표를 실시하되 이 경우 단순 다수 득표자를 당선자로 하도록 되어있었다.

## 배경
1995년 1월, 민주자유당은 2월로 예정된 전당대회를 앞두고 치열한 계파 갈등을 겪고 있었다. 당의 총재인 김영삼 대통령은 당의 대대적인 혁신을 명분삼아 민주계를 위주로 하는 당내 질서 개편을 구상하고 있었다. 이에 따라 민주계는 공화계의 수장인 김종필 대표최고위원을 혁신 대상으로 보고 대표직 사퇴를 요구하고 나섰다. 김종필 대표는 자신이 물러날 이유가 없다며 대표직 사퇴를 거부하였다. 김종필 대표는 민주계의 사퇴 압력이 본격화되자 공개적으로 반발하였는데, 특히 1월 14일에는 탈당 및 신당 창당을 시사하는 발언을 하였으며, 1월 15일에는 김영삼 총재를 작심 비판하는 발언을 하기도 하였다. 이에 민주자유당 지도부는 1월 18일 김종필 대표의 발언들을 문제삼아 대표 직무를 정지시키고 자진 사퇴 및 탈당을 권고하였다. 결국 김종필 대표는 1월 19일 기자회견을 열고 대표직 사퇴를 선언하였다.
김종필 대표가 사퇴하자 후임 대표 인사를 두고 관심이 쏠렸다. 김영삼 총재는 전당대회 당일 새 대표를 발표하기로 하고 대표 인선 내용을 최측근 인사들에게도 알리지 않고 철저한 비밀에 부쳤다. 따라서 후임 대표가 누가 될지 아는 사람은 아무도 없었고, 정계와 언론에서는 여러 가지 추측만 무성할 뿐이었다. 일각에서는 이한동, 김윤환 등 당내 입지가 높은 중진 의원이 기용될 것이라는 설부터, 힘 있는 대표를 원하지 않는 김영삼 총재의 스타일 상 중진 의원은 배제되고 아예 원외 인사가 기용될 것이라는 설까지 다양한 관측이 제기되었다. 바야흐로 2월 7일 개최된 전당대회에서 김영삼 대통령은 이춘구 국회부의장을 새 대표로 지명한다고 발표하였고, 전당대회는 만장일치로 이춘구 대표의 임명을 동의하였다. 이춘구 대표는 민정계 중진 의원이라 허수아비 대표라고는 할 수 없었으나, 차기 대권을 노릴 급도, 김영삼 총재의 권한에 도전할 급도 아닌 인물이었다. 김영삼 총재는 충청 출신의 이춘구 대표를 기용함으로써 민주계의 당권 장악에 반감을 품은 민정계를 달래고, 김종필 축출로 요동치게 된 충청 민심을 잡으려는 생각인 것으로 보여졌다.
국회법에 따르면 국회부의장은 의원직과 부의장직 외에 그 어떤 직책도 겸직할 수 없었으므로, 이춘구 신임 민주자유당 대표는 2월 8일 국회에 부의장직 사퇴서를 제출하였다. 다만 국회 사무처는 국회법의 겸직 금지 조항은 기업 임원이나 국가 공직을 말하는 것이지, 당직에는 해당 사항이 없다며 이춘구 대표가 부의장직과 대표직을 동시에 수행하는 것이 문제가 없다는 유권 해석을 내리기도 하였다. 이같은 논란은 같은 해 8월 28일 홍영기 국회부의장이 민주당의 대표로 선출되었을 때에도 재발되었는데, 당시 새정치국민회의는 홍영기 대표가 이춘구 대표의 예를 따라 부의장직을 사임해야 한다고 주장하였다. 당시는 제1야당이 민주당에서 새정치국민회의로 바뀌었을 때라, 홍영기 부의장이 사퇴하면 후임 국회부의장 자리는 국민회의가 차지할 터였다. 그러나 홍영기 대표는 국회법이 부의장의 당직 겸직을 금지하지 않는다며 끝내 사퇴하지 않았다.
국회는 2월 20일 본회의를 열고 무기명 표결을 실시한 결과 이춘구 부의장의 사퇴를 허가하였다. 이같이 국회부의장직이 공석이 됨에 따라 국회는 곧바로 국회부의장 보궐선거를 시행하게 되었다.
| 가부   | 득표 | %    | 비고 |
| ------ | ---- | ---- | ---- |
| 가     | 209  | 84.6 | 가결 |
| 부     | 31   | 12.6 |      |
| 기권   | 3    | 1.2  |      |
| 무효   | 4    | 1.6  |      |
| 투표수 | 247  | 100  |      |

## 후보

### 민주자유당
민주자유당의 새 국회부의장 후보에는 이한동 원내총무, 신상우 국회 정보위원장, 오세응 의원 등이 거론되고 있었다.
민주자유당은 2월 10일 김영삼 총재가 국회부의장 후보로 이한동 전 원내총무를 내정하였다고 발표하였다.

## 선거 결과
경기도 연천군·포천군 지역구의 이한동 민주자유당 의원이 당선되었다.
| 후보   | 소속       | 득표 | %    | 비고 |
| ------ | ---------- | ---- | ---- | ---- |
| 이한동 | 민주자유당 | 207  | 69.2 | 당선 |
| 박희부 | 민주자유당 | 7    | 2.3  |      |
| 이춘구 | 민주자유당 | 3    | 1.0  |      |
| 오세응 | 민주자유당 | 2    | 0.7  |      |
| 김상현 | 민주당     | 1    | 0.3  |      |
| 김원기 | 민주당     | 1    | 0.3  |      |
| 이세기 | 민주자유당 | 1    | 0.3  |      |
| 최형우 | 민주자유당 | 1    | 0.3  |      |
| 현경대 | 민주자유당 | 1    | 0.3  |      |
| 기권   | 기권       | 7    | 2.3  |      |
| 무효   | 무효       | 15   | 5.0  |      |
| 결석   | 결석       | 53   | 17.7 |      |
| 재적   | 재적       | 299  | 100  |      |